# جینا دیویس
ویرجینیا الیزابت «جینا» دیویس (به انگلیسی: Virginia Elizabeth "Geena" Davis؛ زادهٔ ۲۱ ژانویه ۱۹۵۶) بازیگر، تهیه‌کننده، نویسنده، مدل آمریکایی برنده جایزه اسکار است
دیویس همچنین عضو تیم تیراندازی المپیک بانوان ایالات متحده آمریکا است. گرایش به مردستیزی در پاره‌ای فیلم‌های وی به ویژه بوسه طولانی شب به خیر از خصوصیات قابل ذکر سبک و شیوه بازیگری اوست.

## جوایز

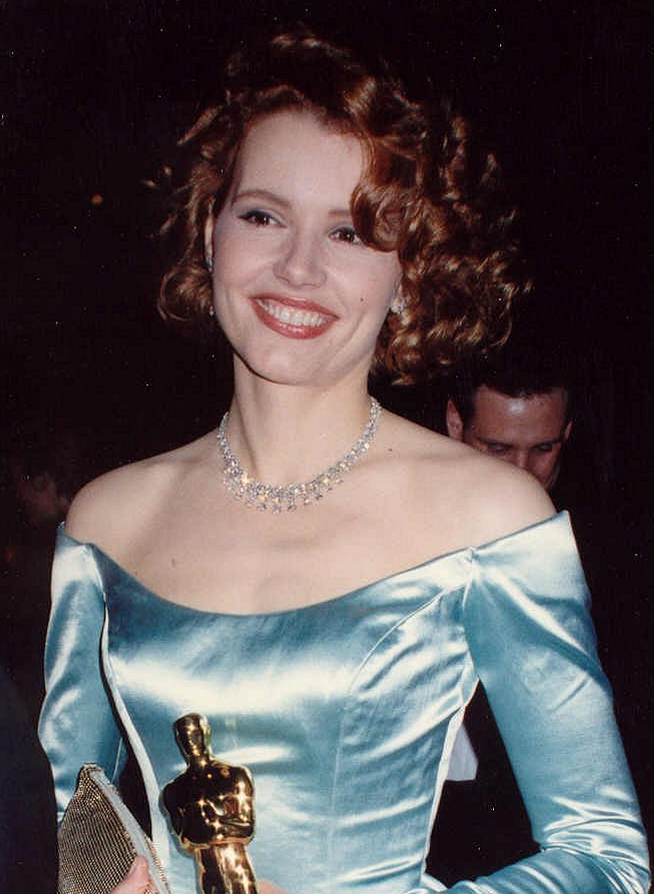
جینا دیویس در شصت و یکمین دوره جوایز اسکار، ۱۹۸۹

او برای بازی در فیلم جهانگرد اتفاقی برندهٔ جایزهٔ اسکار بهترین بازیگر زن نقش مکمل در سال ۱۹۸۸ شد. سال ۲۰۰۵ هم برندهٔ جایزهٔ گلدن گلوب بهترین بازیگر زن مجموعهٔ تلویزیونی درام برای بازی در مجموعهٔ فرمانده ویژه شد. همچنین وی برای فیلم تلما و لوییز برنده انجمن منتقدان فیلم بوستون و هیئت ملی بازبینی فیلم بهترین بازیگر زن و کاندیدای دریافت بفتای بهترین بازیگر نقش اول زن می‌باشد. وی در سال ۲۰۲۰ برنده جایزه اسکار افتخاری جایزه بشردوستانه ژان هرشولت شد.

## گزیده فیلمشناسی
- توتسی (۱۹۸۲)

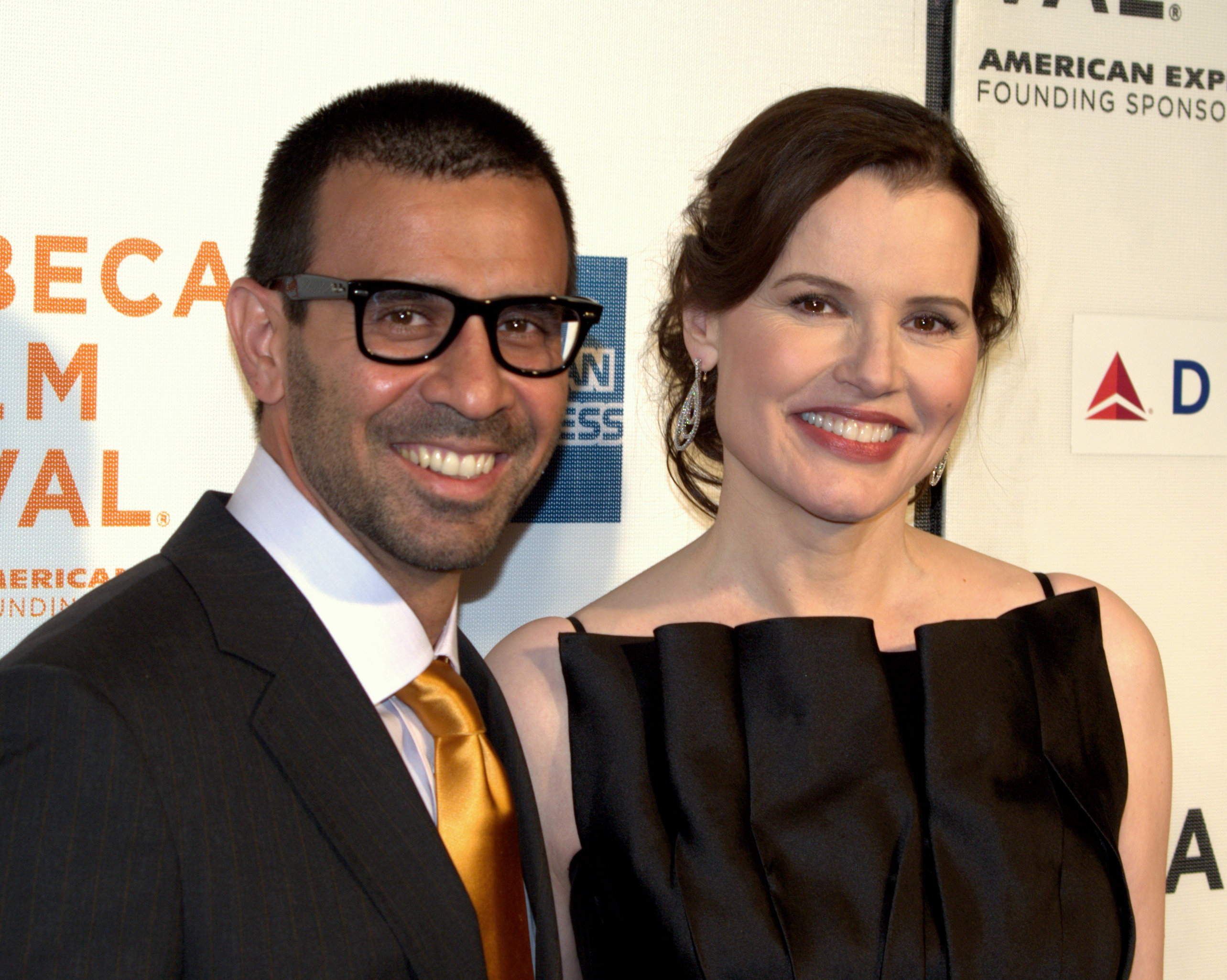
جینا دیویس و رضا جراحی

- نایت رایدر (مجموعه تلویزیونی ۱۹۸۲) (۱۹۸۳)
- مگس (۱۹۸۶)
- بیتل‌جوس (۱۹۸۸)
- دختران زمینی بی‌قید و بندند (۱۹۸۸)
- جهانگرد اتفاقی (۱۹۸۸)
- تغییر سریع (۱۹۹۰)
- تلما و لوییز (۱۹۹۱)
- قهرمان (۱۹۹۴)
- لیگ خودشان (۱۹۹۲)
- بی‌کلام (۱۹۹۲)
- جزیره کاتروت (۱۹۹۵)
- بوسه طولانی شب‌بخیر (۱۹۹۶)
- استوارت کوچولو (۱۹۹۹)
- استوارت کوچولو ۲ (۲۰۰۲)
- ویل و گریس (۲۰۰۴)
- در جهان … (۲۰۱۳)
- وقتی مارنی آنجا بود (۲۰۱۴)
- آناتومی گری (مجموعه تلویزیونی) (۲۰۱۴–۲۰۱۵، ۲۰۱۸)
- این همه‌چیز را تغییر می‌دهد (۲۰۱۸)
- گلو (مجموعه تلویزیونی) (۲۰۱۹)
- ایو ()